# 夢醒美國 (歌曲)
《夢醒美國》（American Life）是美國女歌手瑪丹娜在2003年4月發行的歌曲，出自她第九張同名專輯《夢醒美國》當中，〈夢醒美國〉在英國單曲榜得到第2名，在美國告示牌單曲榜最高成績為第37名。

## 資料

### 歌曲簡介
〈夢醒美國〉是瑪丹娜2003年專輯《夢醒美國》（American Life）中所推出的首支同名單曲，在這張專輯當中瑪丹娜特地請來了法國音樂鬼才Mirwais Ahmadai跨刀相助。〈夢醒美國〉整首歌曲以切分電音與簡單的吉他弦樂為主軸，特地加入的饒舌橋段，讓這首民謠式電子舞曲的節奏更為緊湊。

### 音樂影片
2003年3月20日美伊戰爭（第二次波斯灣戰爭）開戰，一個月後瑪丹娜推出這張專輯。單曲〈夢醒美國〉的宣傳期，適逢美國和伊拉克開戰之日，這支單曲的首播音樂影片內容就出現了戰爭、軍人和難民等畫面，最後畫面更是出現把手榴彈丟向疑似飾演當時總統小布希的男演員身上，結果手榴彈只是個打火機。首播影片其實原意是利用諷刺的手法來闡述和平理念，但在當時敏感的時刻易引起軒然大波。當外界正在猜測該影片是否會被禁播時，瑪丹娜透過美國華納唱片發表全球聲明，表示要撤換掉這支音樂影片，經過重新剪輯補拍後再次推出。

### 商業成績
007電影主題曲〈誰與爭鋒〉雖然為《夢醒美國》專輯中最先發行的歌曲，但同名單曲〈夢醒美國〉才是這張專輯的首支主打單曲。〈誰與爭鋒〉在告示牌單曲榜獲得第8名，但〈夢醒美國〉卻只獲得第37名，創下了瑪丹娜所有首發單曲的新低紀錄，不過這首單曲卻成為舞曲榜的冠軍曲。〈夢醒美國〉在英國單曲榜也拿下了第2名的好成績。